# 影なきリベンジャー 極限探偵C+
『影なきリベンジャー 極限探偵C+』（原題：C+偵探）は2007年の香港映画。

## あらすじ
チャン・タム（アーロン・クォック）はタイの中華街で落ちぶれた探偵をしている。

ある日、フェイロン（シン・フイオン）という酔った男が一枚の写真を持ってタムの事務所を訪れる。その写真に写っている女性、サム（Natthasinee Pinyopiyavid）がフェイロンを殺そうとしているので止めて欲しいと言う。

タムは写真を手掛かりに調査を始め、サムのボーイフレンドとその株仲間たちの存在を突き止め、追っていく。しかしタムが彼等を見つけ出した時、彼等は既に奇怪な死を遂げていた。

そして全ての手掛かりはチョイという名の男に繋がっていく。しかし、そのチョイは、あの日タムに調査を依頼したフェイロンだった……。

## キャスト
| 役名                                | 俳優                     |
| ----------------------------------- | ------------------------ |
| チャン・タム / 陳探                 | アーロン・クォック       |
| チャック警部補 / 風澤               | リウ・カイチー           |
| クォン・チーホン / 鄺志雄           | ケニー・ウォン           |
| チュン / 祥叔                       | ラウ・シーミン           |
| フェイロン / チョイ / 肥龍 / 黃有才 | シン・フイオン           |
| サム / 慧心                         | Natthasinee Pinyopiyavid |

## シリーズ
- 冷血のレクイエム 極限探偵B+（2011年）
- コンスピレーター 謀略 極限探偵A+（2013年）